# 上汽大通
上汽大通汽车有限公司（英語：SAIC Maxus Automotive Co., Ltd.）为中國上汽集团的全资子公司，運營集團的子品牌“上汽大通MAXUS”。是上汽集团從俄國GAZ集團收購英国商用車公司LDV的知识产权及技术平台後，将原屬LDV的Maxus車型引入中国時成立的子品牌。收購LDV資產始於2009年，後於2011年設立上汽大通並開始在中國量產上市。

## 品牌
上汽大通品牌的英文名Maxus来源于英国LDV車廠旗下一车型，上汽集团將之轉为自有品牌名稱，主要在英国、南非和中国大陆地区使用，上汽大通生产V80车型的知识产权也购自LDV。

## 產品

#### D Series (SUVs)
- Maxus D60（英语：Maxus D60） (2019–)
  - Maxus D60（英语：Maxus D60） electric D60 (2019–)
- Maxus D90（英语：Maxus D90） (2017–)

#### G Series (MPVs)
- Maxus G10（英语：Maxus G10） MPV (2014–)
  - Maxus RG10 RV based on G10 (2019–)
  - Maxus EG10 electric G10 (2016–)
- Maxus G20（英语：Maxus G20） MPV (2019–)
- Maxus G50（英语：Maxus G50） MPV (2018–)
  - Maxus G50（英语：Maxus G50） electric G50 (2019–)
- Maxus Mifa 9（英语：Maxus Mifa 9） MPV (2021–)

#### T Series (Pick-up trucks)
- Maxus T60（英语：Maxus T60） (2016–)
- Maxus T70（英语：Maxus T70） (2019–)
- Maxus T90（英语：Maxus T90） (2021–)

#### V Series (Vans)
- Maxus EV30（英语：Maxus EV30） van (2018–)
- Maxus V80（英语：Maxus V80） van (2011–)
  - Maxus RV80 RV based on V80 (2016–)
  - Maxus EV80 electric V80 (2014–)
  - Maxus FCV80 extended V80
  - Maxus SV62 V80 chassis
- Maxus V90（英语：Maxus V90） van (2019–)

## 图库

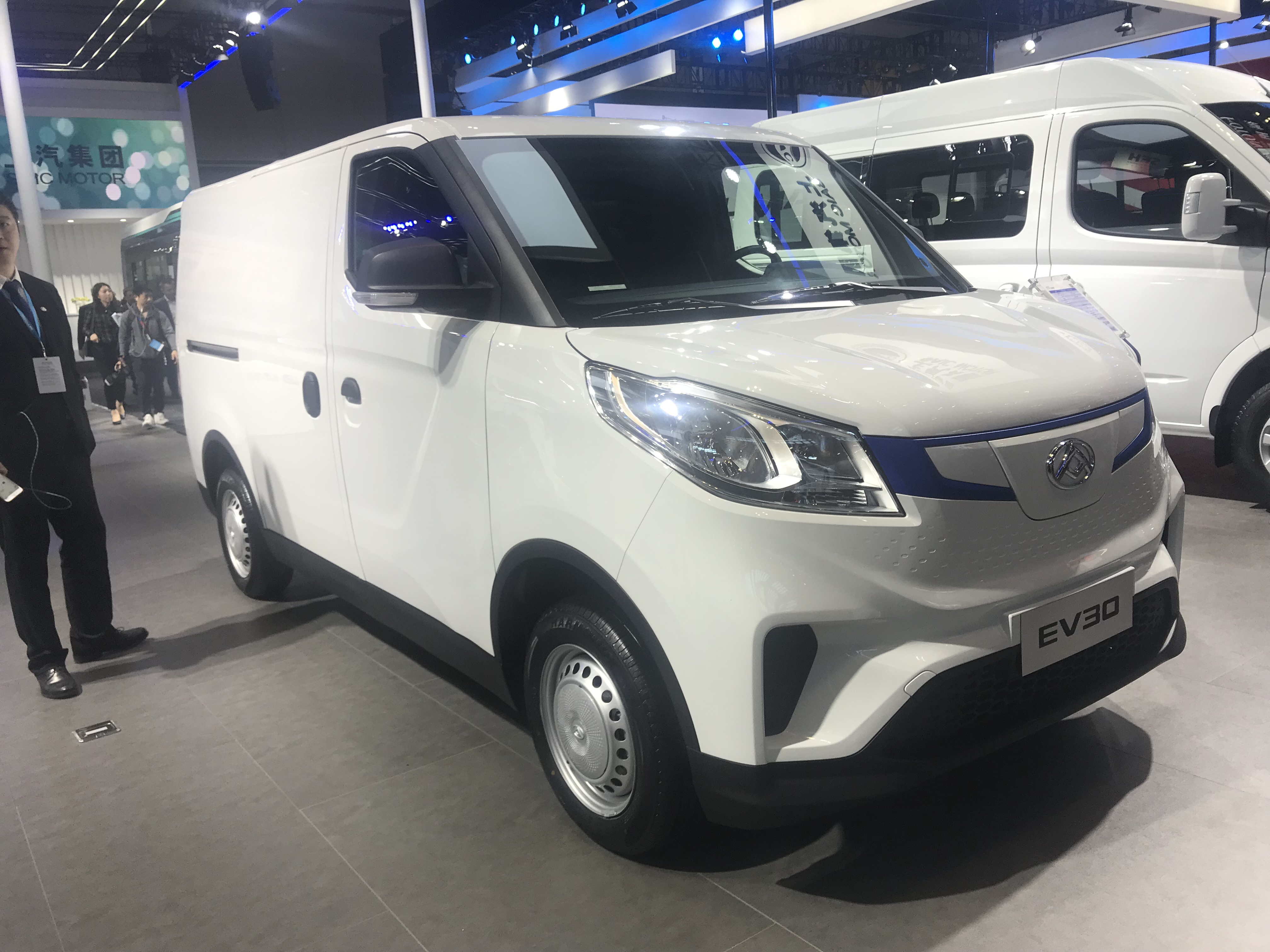
大通EV30 (2019–現在)
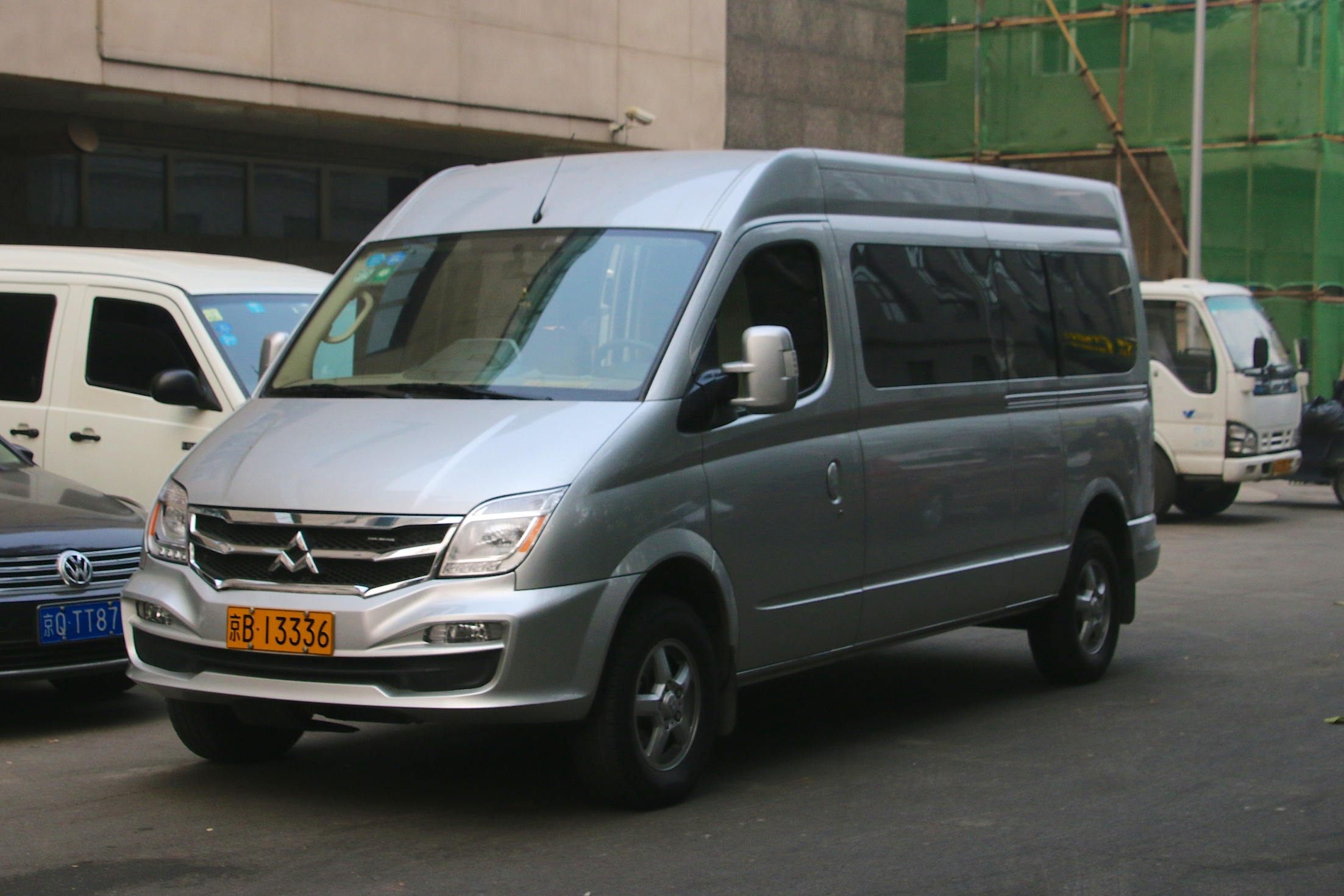
大通V80 (2011–現在)
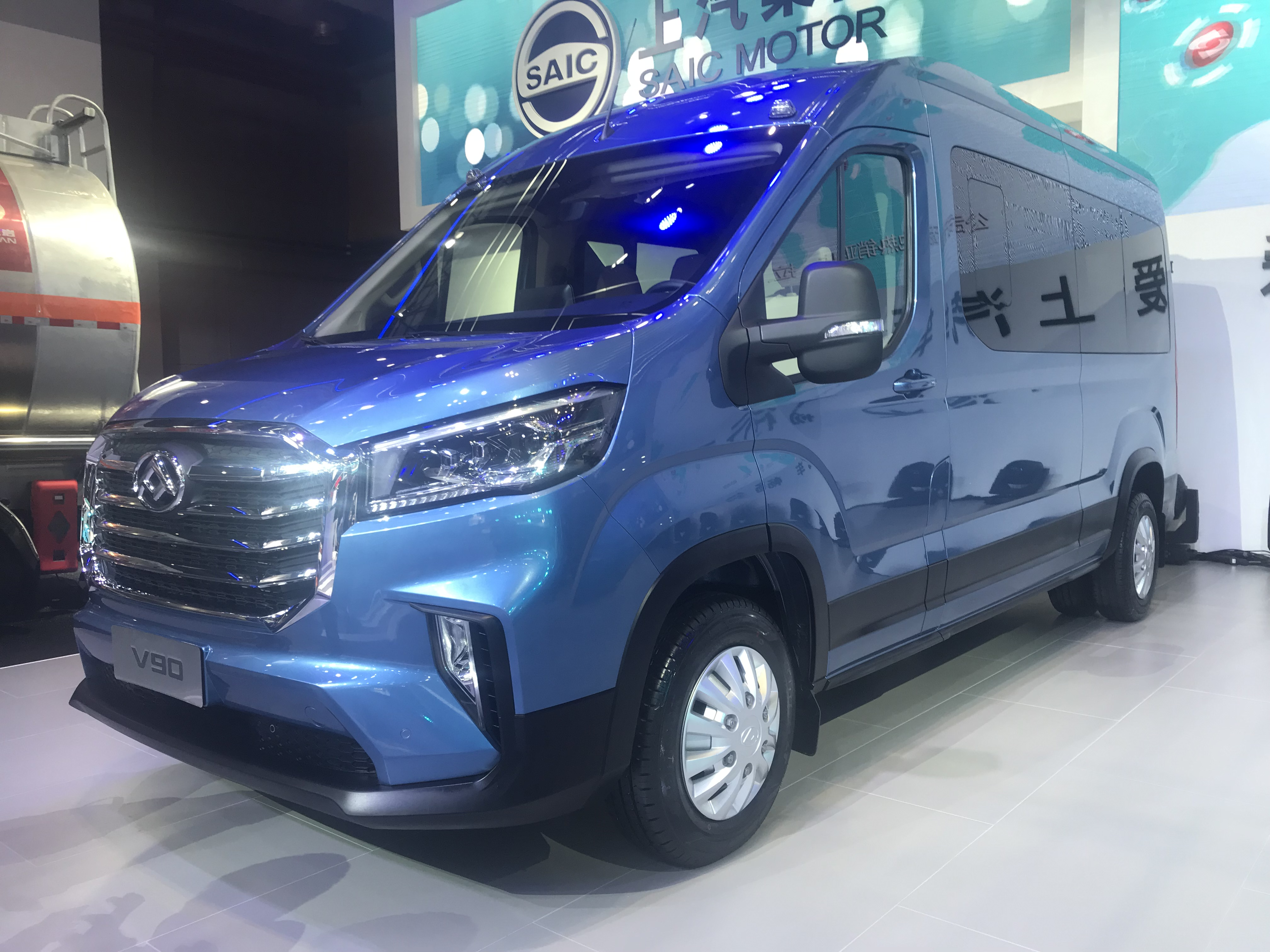
大通V90 (2019–現在)
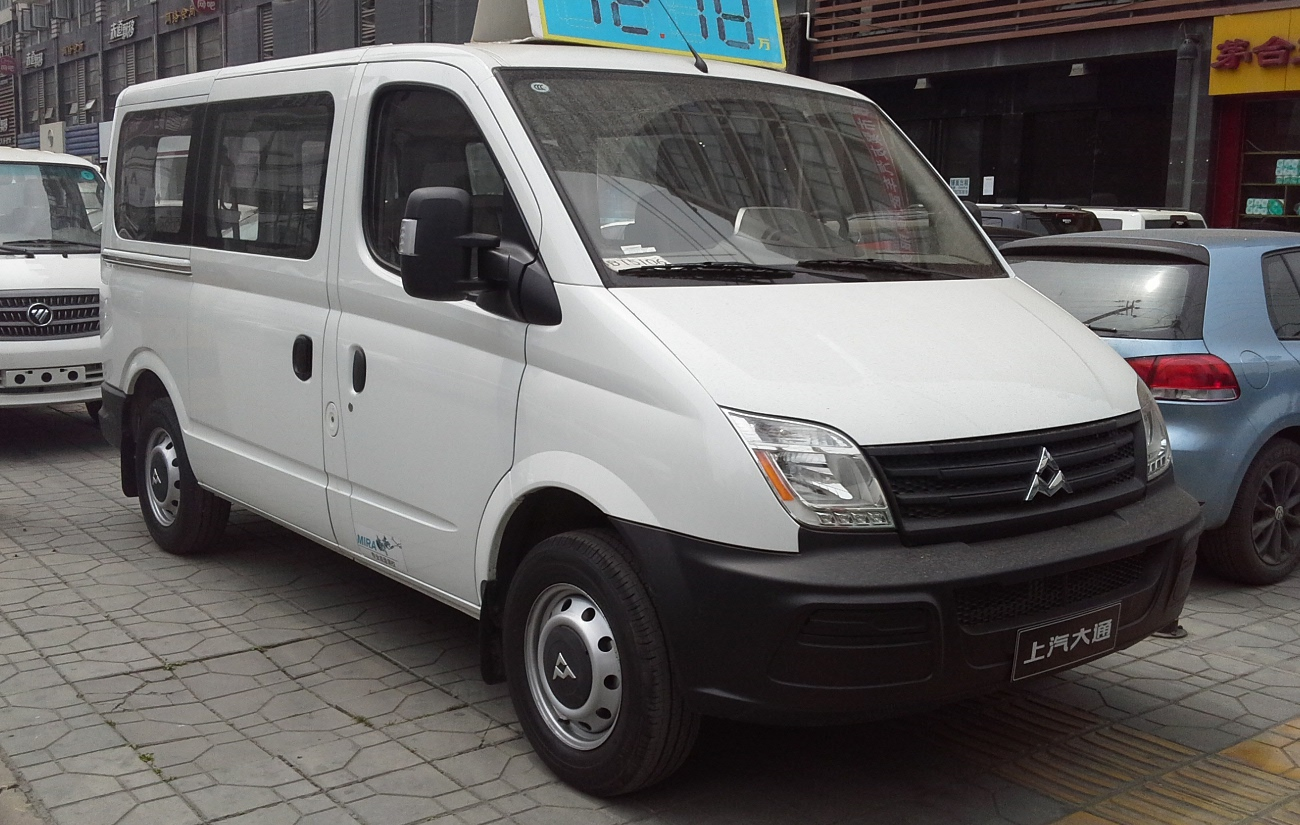
大通LD100 (2005–2009) 大通V80 (2009–2011)
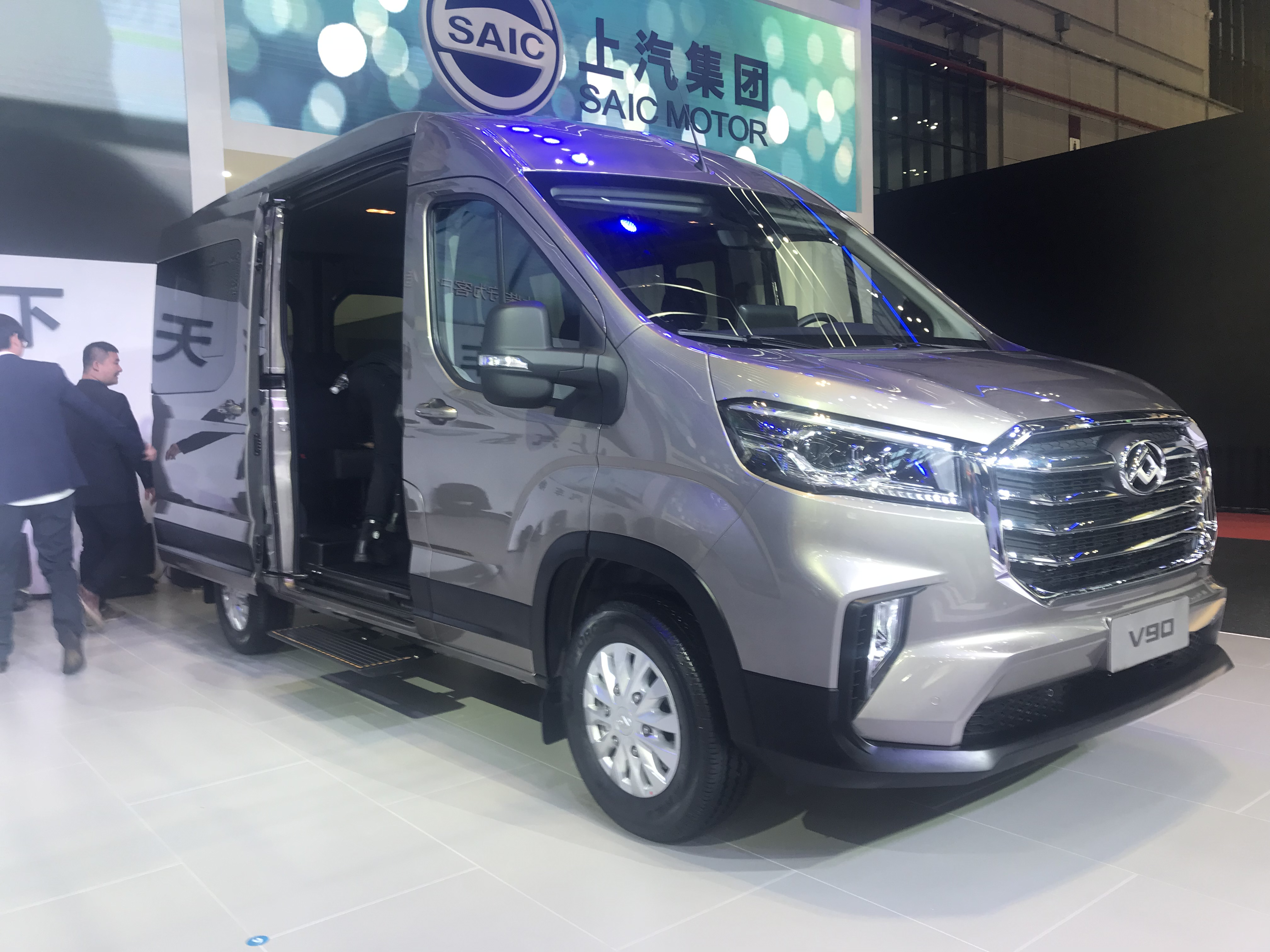
大通V90
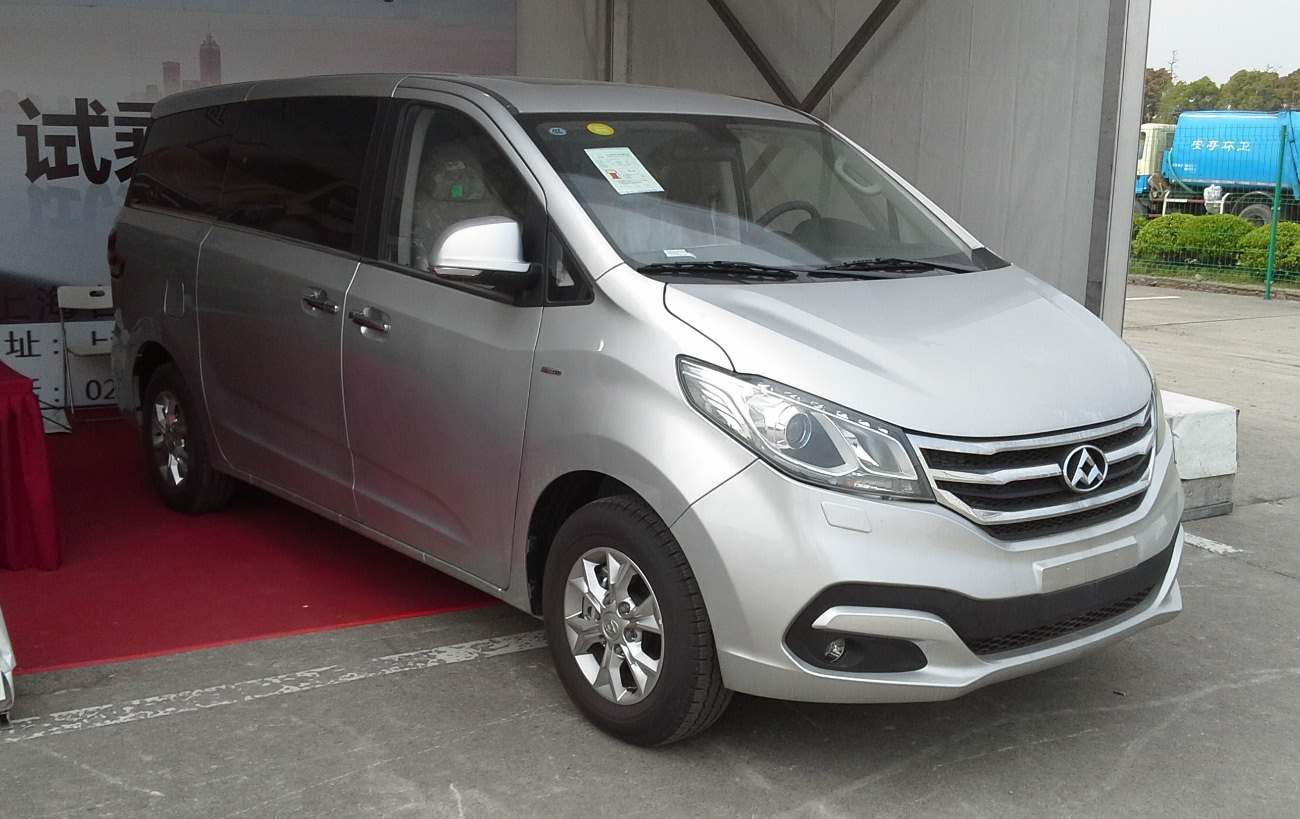
大通G10 (2014–現在)
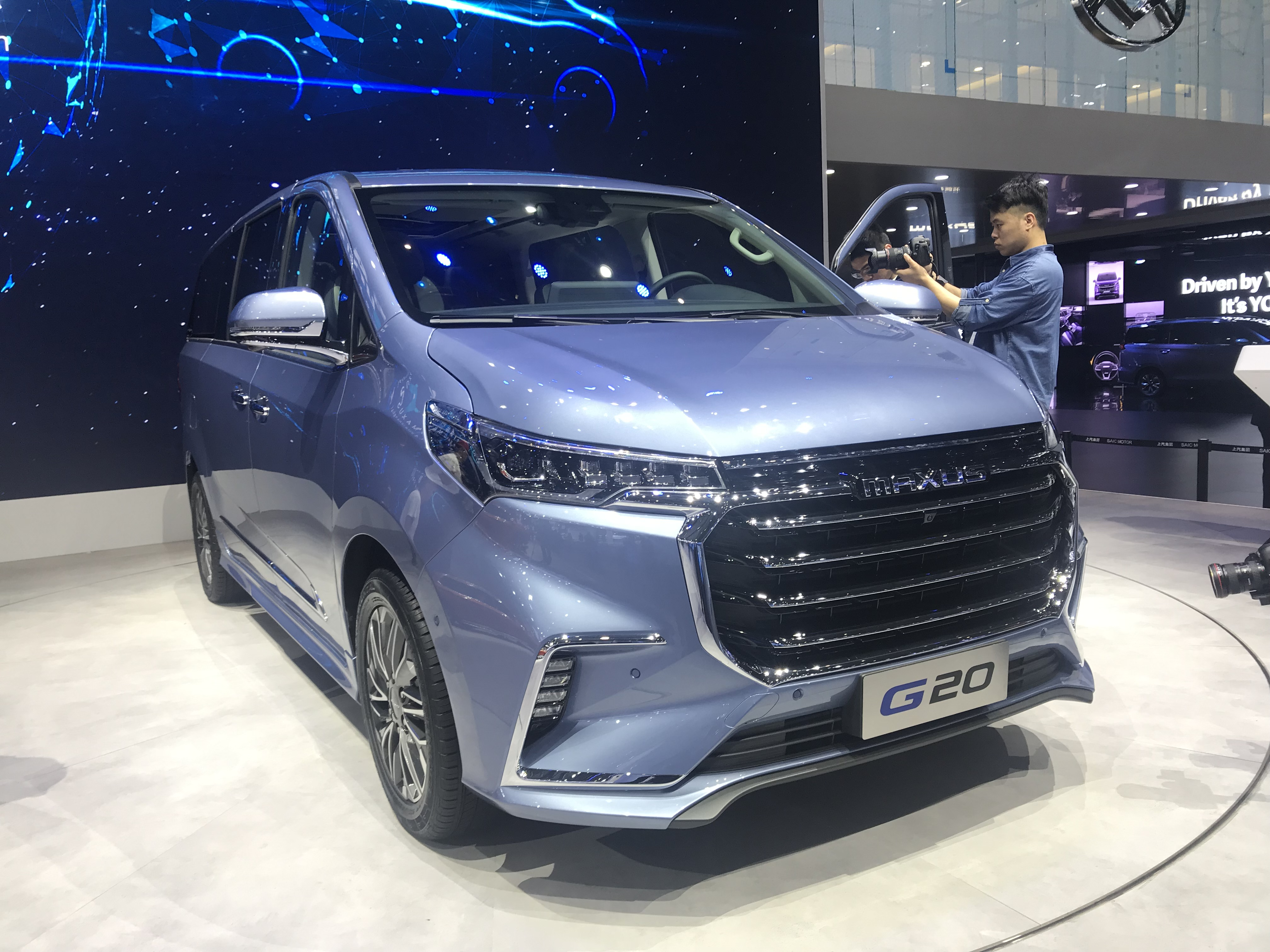
大通G20 (2019–現在)
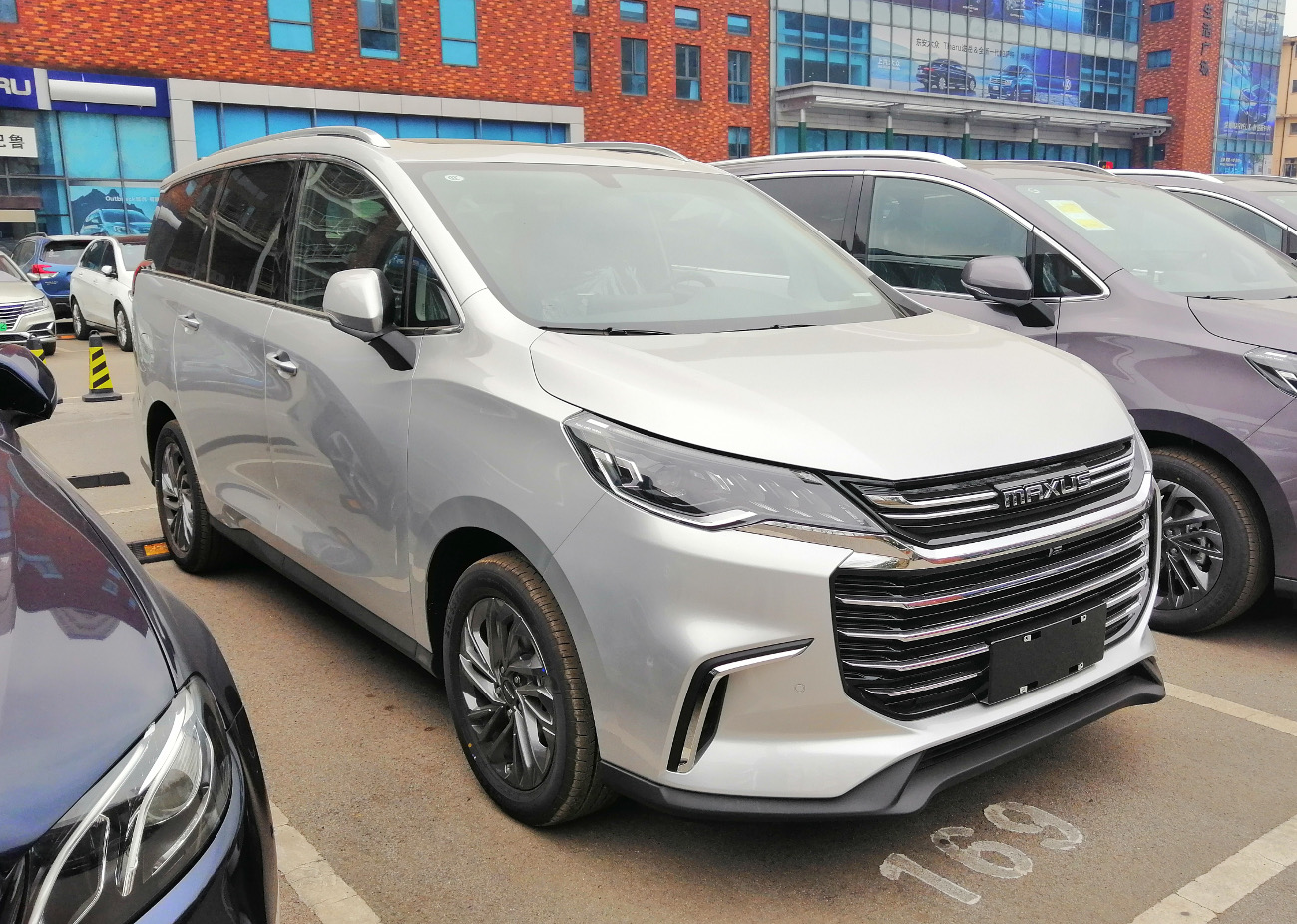
大通G50 (2019–現在)
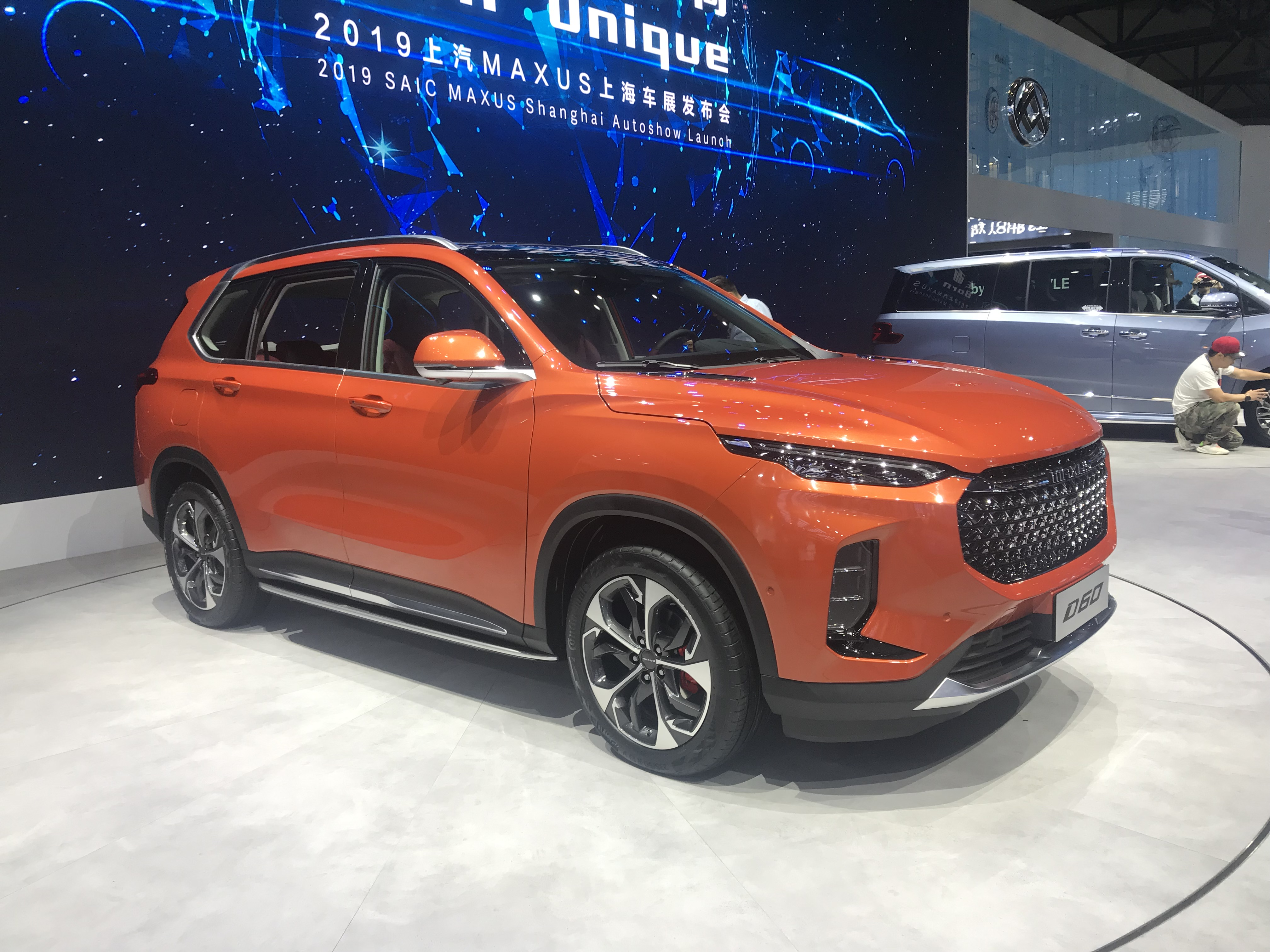
大通D60 (2019–現在)
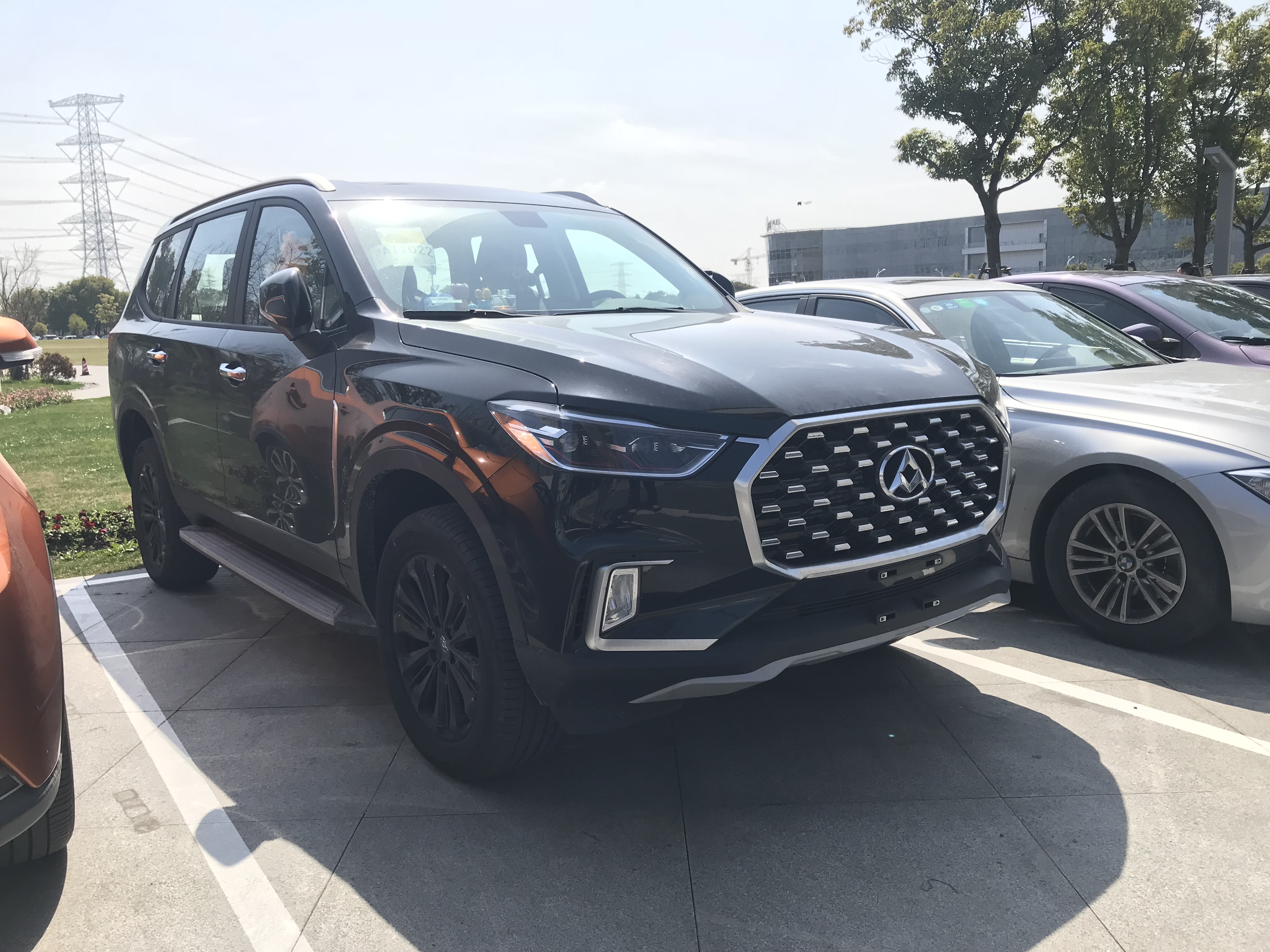
大通D90 (2017–現在)
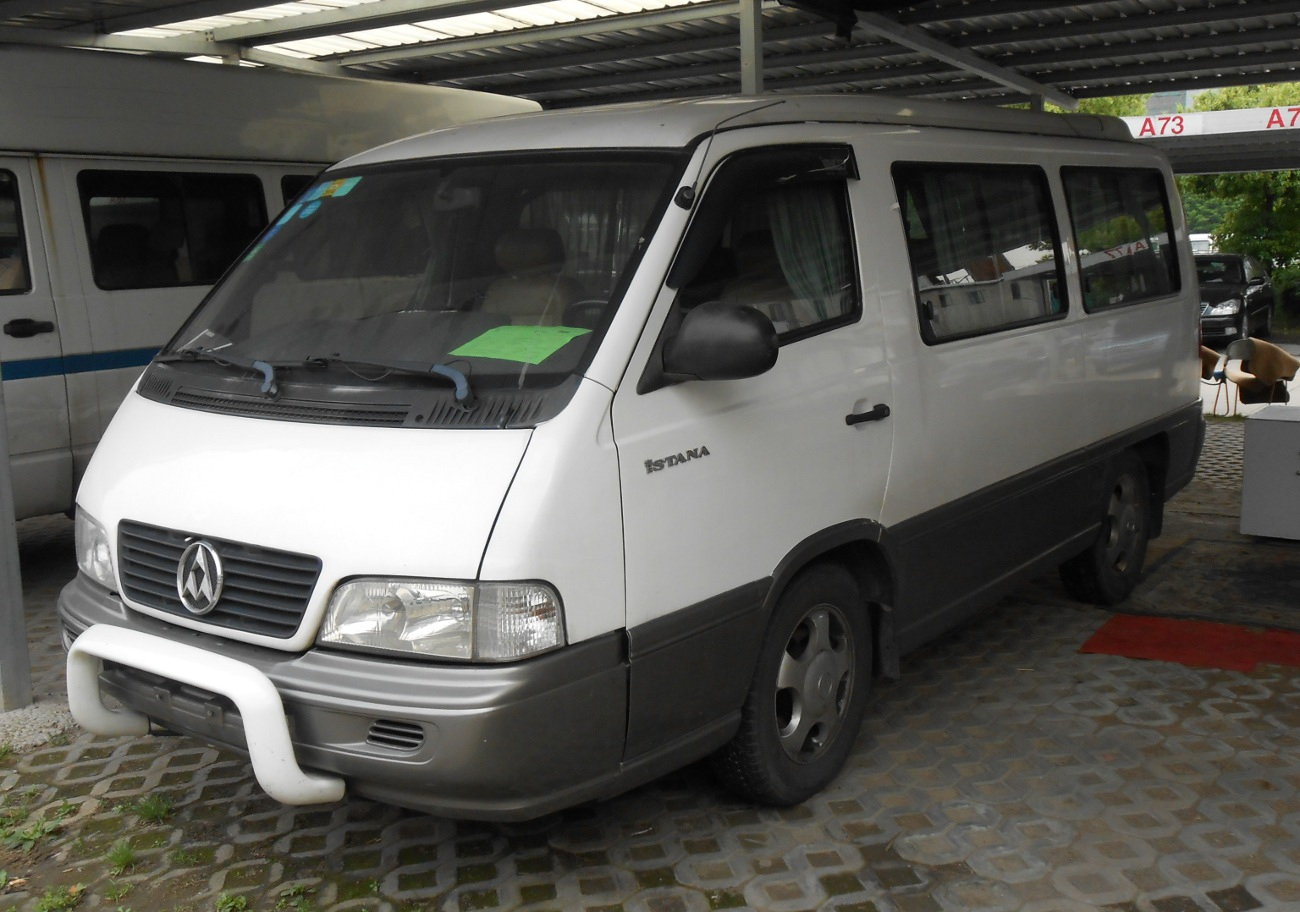
大通伊思坦納 (2009–2014)
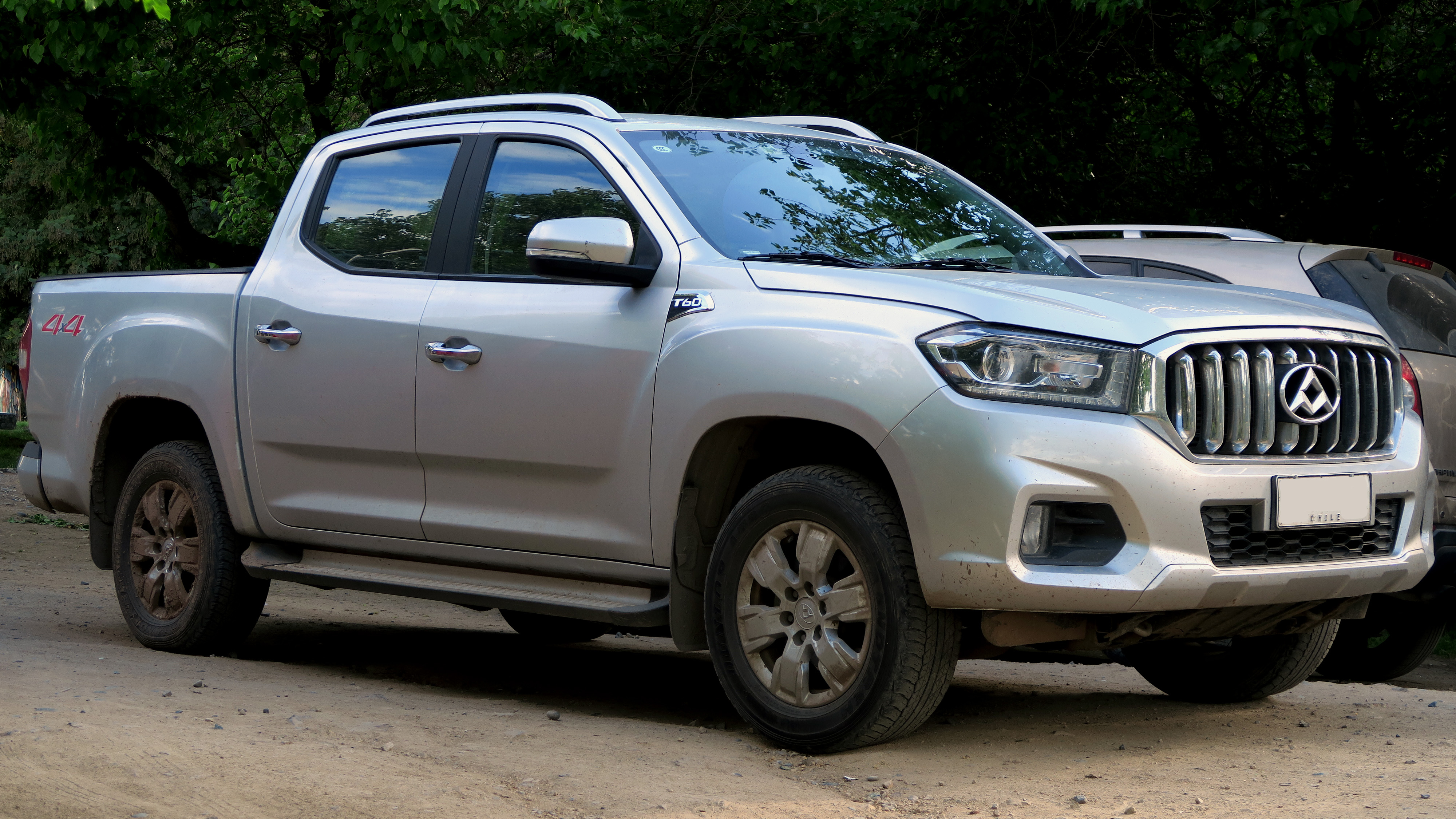
大通T60 (2016–現在)
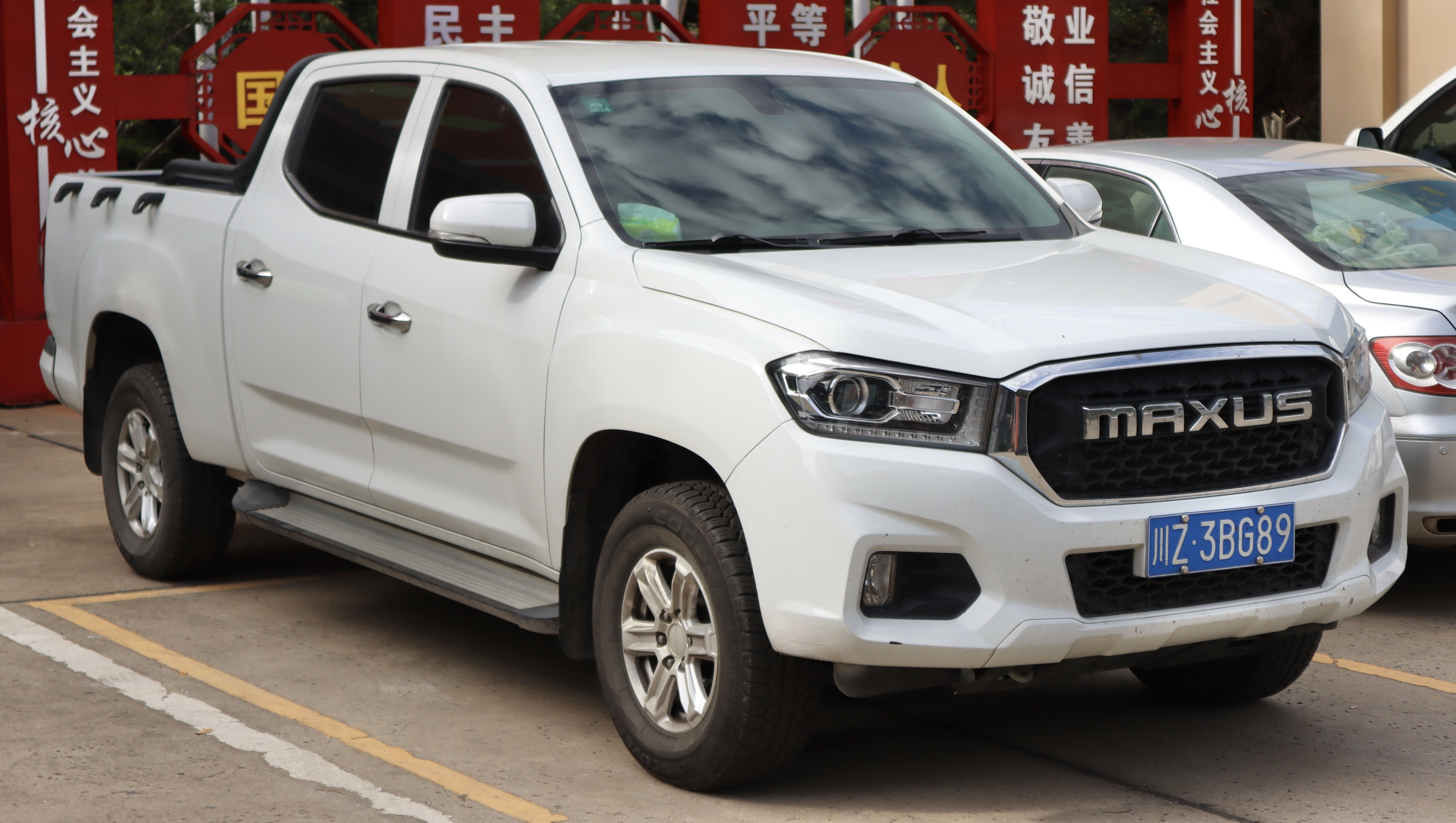
大通T70